# Liste der brasilianischen Botschafter in Singapur
Bis 1980 war der Botschafter in Bangkok regelmäßig auch in Singapur akkreditiert.
| Ernannt       | Name                                       | Bemerkungen | ernannt während der Regierung von    | akkreditiert während der Regierung von | Posten verlassen |
| ------------- | ------------------------------------------ | ----------- | ------------------------------------ | -------------------------------------- | ---------------- |
| 4. Feb. 1980  | Murillo Gurgel Valente                     |             | João Baptista de Oliveira Figueiredo | Lee Kuan Yew                           | 1985             |
| 1985          | Amaury Banhos Pôrto de Oliveira            |             | José Sarney                          | Lee Kuan Yew                           | 1986             |
| 4. Mai 1995   | Ruy Antônio Neves Pinheiro de Vasconcellos |             | Fernando Henrique Cardoso            | Goh Chok Tong                          |                  |
| 17. Juni 1998 | Paulo Dirceu Pinheiro                      |             | Fernando Henrique Cardoso            | Goh Chok Tong                          |                  |
| 13. März 2003 | João Gualberto Marques Porto Júnior        |             | Luiz Inácio Lula da Silva            | Goh Chok Tong                          |                  |
| 7. Nov. 2006  | Paulo Alberto da Silveira Soares           |             | Luiz Inácio Lula da Silva            | Lee Hsien Loong                        |                  |
| 3. Mai 2011   | Luís Fernando de Andrade Serra             | [ 1 ]       | Dilma Rousseff                       | Lee Hsien Loong                        |                  |